# Honda c50
Dit artikel beperkt zich tot de Nederlandse bromfietsversie van de Honda Super Cub C 50. Voor het hoofdartikel zie Honda Super Cub-serie
De Honda C 50 Nederlands model is een inmiddels klassieke bromfiets gebaseerd op de Honda Super Cub C 50 en herkenbaar aan het trapsysteem en het witgespoten achterspatbord.

## Geschiedenis van de Honda C50

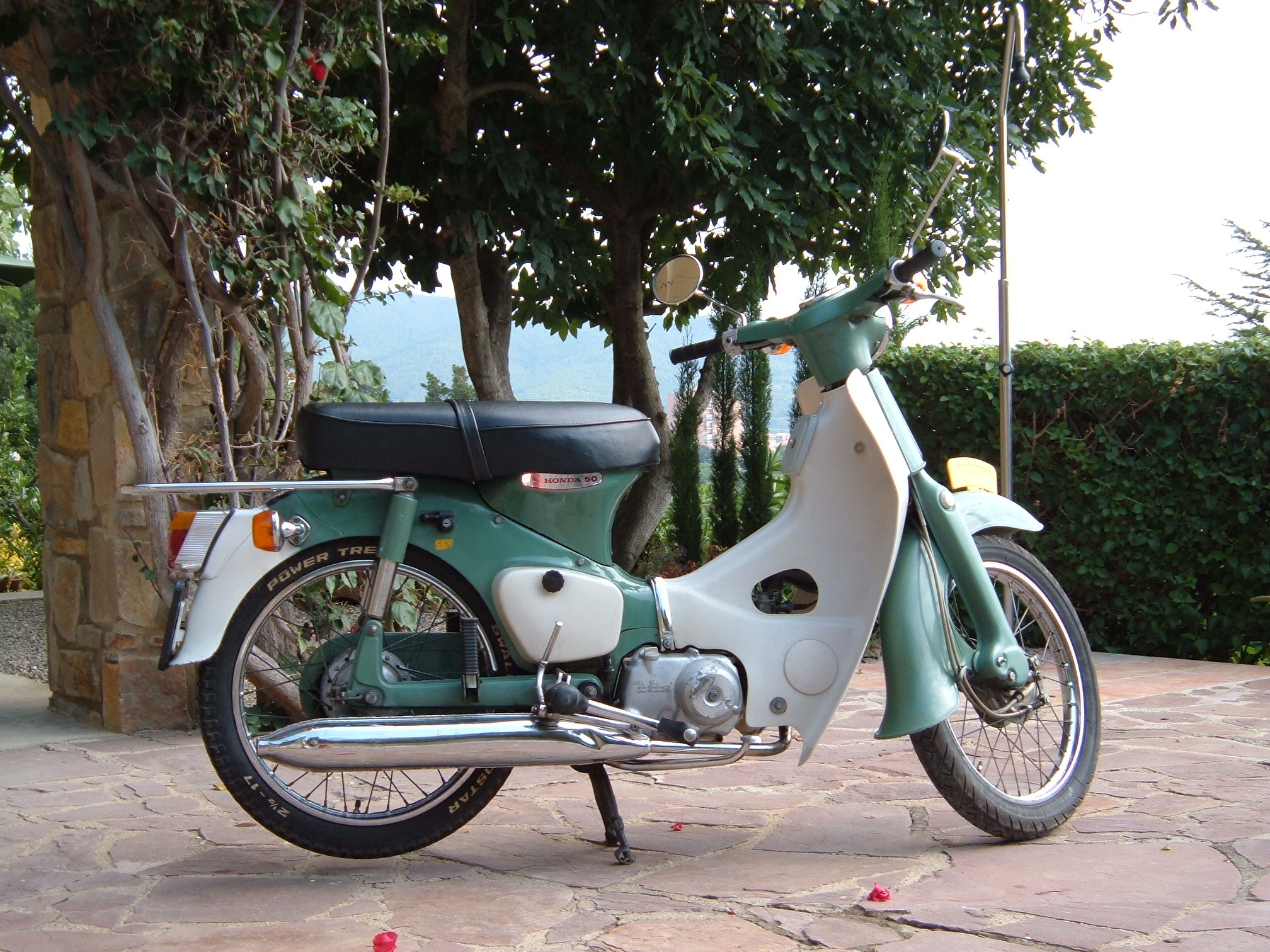
Honda C50 Nederlandse model

In 1966 werd door Honda het Super Cub C50 model gepresenteerd. In februari 1967 presenteerde Honda United Kingdom de nieuwe C50. De C50 kon in Nederland voldoen aan alle voorwaarden van de Nederlandse overheid dankzij onder ander trappers en mocht in 1971 de weg op. Honda N.V. stelde de bromfiets voor als de meest beproefde bromfiets uit de Honda range. De motor leent zich voor de langere reizen, is betrouwbaar en sterk doordat een versnellingsbak wordt gebruikt van de zwaardere soortgelijke motorfietsen C65 en CM91. In 1973 kostte de Honda C50 hfl. 1183,- (ca. € 537,-).
Typisch Nederlands zijn het gele bromfietsplaatje, de aangepaste achterbrug met trapsysteem met bijbehorend aangepaste vliegwielkapje, het lagere vermogen veroorzaakt door een begrenzer, het wit gespoten achterspatbord met de ULO achterremlichtunit, een egaal zwarte buddyseat in plaats van een two-tone exemplaar en een NL-goedkeuringsplaatje. Het Nederlandse model had ook vroeger dan de Engelse modellen chromen knipperbollen voor en achter, en inklapbare voetrusten voor de duo-passagier. In Nederland waren er slechts twee kleuren beschikbaar: mosgroen en olifantengrijs. 
De afwijkende kostbare productie m.b.t. een snelheidsbegrenzing tot 40km/u en de eis dat bromfietsen ook als fiets voortbewogen moesten kunnen worden om te voldoen aan de (NL) wettelijke omschrijving: 'rijwiel met hulpmotor' deed de C50 bromfiets in Nederland de das om.

## Techniek
De Honda C50 bestaat uit een plaatframe, een geduwde schommelvork die voor de schokbreking van het voorwiel zorgt en een afgeveerd achterwiel door middel van telescopische schokbrekers (veer) met hydraulische schokdemping. Een tankje onder de buddyseat zorgt voor de brandstofvoorziening.
De krachtbron is een viertaktmotor met door een ketting aangedreven bovenliggende nokkenas met kleptuimelaars, algemeen aangeduid als: OHC (overhead camshaft). In het motorcarter bevindt zich ook de semiautomatische 3-versnellingsbak(*), beide (krachtbron en transmissie) voor de smering afhankelijk van een wet-sumpsysteem. (Ont)koppelen gaat automatisch door middel van een centrifugaalkoppeling. De eindoverbrenging naar het aangedreven achterwiel vindt plaats door middel van een conventionele ketting, die is beschermd voor weersinvloeden door een gesloten kettingkast.
Voor dit model maar ook voor zijn tijdgenoten, de Honda SS 50 en CD 50 bromfiets voor de Nederlandse markt, was door de toepassing van een in het vliegwiel gemonteerde begrenzer, die het ontstekingstijdstip verlaat i.p.v. zoals gebruikelijk bij een viertaktmotor vervroegd bij verhoging van het toerental, en een iets langere gasschuif in de carburateur, de maximumsnelheid absoluut 40 km/uur. Bij deze snelheid leek het of een onzichtbare kracht de bromfiets tegenhield. De begrenzer is door vastzetten van de governorgewichtjes die voor de verlating van het ontstekingstijdstip zorgen bij oplopend toerental gemakkelijk uit te schakelen. In combinatie met ten uiterste 4 mm. verkorten van de gasschuif kon de bromfiets een kruissnelheid van 55 à 60 km/uur bereiken. Vergelijkbare modificaties kunnen overigens voor veel viertaktbromfietsen van Honda worden uitgevoerd, aangezien de meeste modellen van nagenoeg hetzelfde vliegwiel zijn voorzien, en derhalve op dezelfde manier begrensd zijn.
(* Kenmerkend voor de C50 was de wijze waarop de versnellingen door middel van het voetpedaal werden geschakeld. Voor de 1e versnelling diende men vanuit neutraalstand (vrijloop van de motor) het pedaal (linkerzijde motorblok) omhoog te trekken.
De 2e versnelling werd niet direct geschakeld d.m.v. het neerdrukken van het voetpedaal maar indirect. Eerst voor het bereiken van de neutraalstand en dan een tweede (extra) bediening van het voetpedaal voor de feitelijke opvolgende versnelling, waarna de 3e en laatste versnelling door nogmaals neerdrukken van het voetpedaal werd bereikt.
De Honda C50 bromfiets week hiermee af van de hierboven aangehaalde modellen SS50 en CD50 die wel volgens de na 1945 overwegend in zwang geraakte volgorde - bij voetschakeling links - werden bediend: vanuit neutraal 1e versnelling het pedaal omlaag, 2e, 3e versnelling, enz. pedaal omhoog.)

## Technische gegevens
| Honda Super Cub C50    | Standaard                          | Mokick                             |
| ---------------------- | ---------------------------------- | ---------------------------------- |
| Periode                | 1966-heden                         | 1966-heden                         |
| Categorie              | Commuter bike                      | Bromfiets                          |
| Motortype              | OHC, met tuimelaars                | OHC, met tuimelaars                |
| Bouwwijze              | Luchtgekoelde liggende eencilinder | Luchtgekoelde liggende eencilinder |
| Boring                 | 39 mm                              | 39 mm                              |
| Slag                   | 41,4 mm                            | 41,4 mm                            |
| Cilinderinhoud         | 49,5 cc                            | 49,5 cc                            |
| Carburateur(s)         | 1× Keihin                          | 1× Keihin                          |
| Accu                   | Yuasa 6 V, 4 A                     | Yuasa 6 V, 4 A                     |
| Ontstekingssysteem     | 6 volt Vliegwielmagneet            | 6 volt Vliegwielmagneet            |
| Smeersysteem           | Wet sump                           | Wet sump                           |
| Compressieverhouding   | 8,8:1                              | 8,8:1                              |
| Max. Vermogen          | 3,5 kW/4,8 pk bij 10.000 tpm       | 1,3 kW/1,75 pk bij 4.500 tpm       |
| Startsysteem           | Kickstarter                        | Kickstarter                        |
| Topsnelheid            | Onbekend                           | 40 km/h                            |
| Koppeling              | Centrifugaalkoppeling              | Centrifugaalkoppeling              |
| Versnellingen          | 3                                  | 3                                  |
| Secundaire aandrijving | Ketting                            | Ketting                            |
| Rijwielgedeelte        | Plaatframe                         | Plaatframe                         |
| Voorvork               | Geduwde schommelvork               | Geduwde schommelvork               |
| Achtervork             | Swingarm                           | Swingarm                           |
| Remmen                 | Trommelremmen voor en achter       | Trommelremmen voor en achter       |
| Tankinhoud             | 3,5 liter                          | 3,5 liter                          |
| Brandstof              | Benzine, 95 RON                    | Benzine, 95 RON                    |
| Droog gewicht          | 69 kg                              | 69 kg                              |